# Pseudotachidius ibericus
Pseudotachidius ibericus is een eenoogkreeftjessoort uit de familie van de Pseudotachidiidae. De wetenschappelijke naam van de soort is voor het eerst geldig gepubliceerd in 1979 door Becker & Schriever.